# Saint-Denis-de-Mailloc
Saint-Denis-de-Mailloc [sɛ̃ dəni də majo]  est une commune française, située dans le département du Calvados en région Normandie, peuplée de 301 habitants.

## Géographie
Commune de la vallée de l'Orbiquet qui la borde sur sa limite ouest, Saint-Denis-de-Mailloc se trouve à mi-distance de Lisieux et Orbec. Elle est délimitée à l'est par la route départementale 266 dite route de Chambray (pour Chambrais ancien nom de Broglie) ou dite encore route de Saint-Mards-de-Fresne ; au nord par la commune du Mesnil-Guillaume, à l'ouest par la commune de Saint-Martin-de-Mailloc et au sud par celle de Saint-Julien-de-Mailloc.

### Hydrographie
La commune est située dans le bassin Seine-Normandie. Elle est drainée par l'Orbiquet, le fossé 01 de la Buissonnière, le Douet Coquet et le ruisseau de la Boutillerie,,.
L'Orbiquet, d'une longueur de 30 km, prend sa source dans la commune de La Folletière-Abenon et se jette  dans la Touques à Lisieux, après avoir traversé onze communes. 

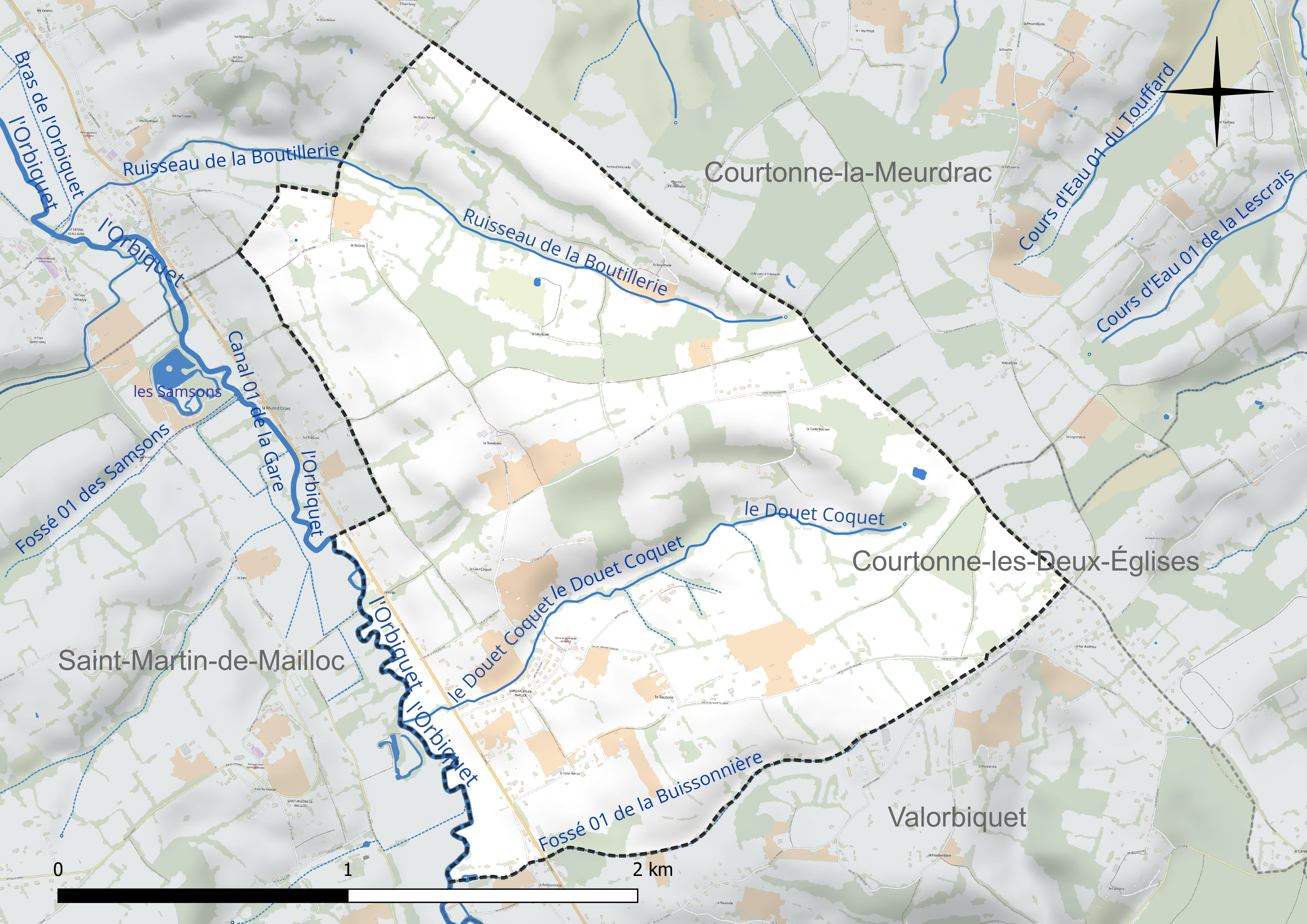
Réseau hydrographique de Saint-Denis-de-Mailloc.

### Climat
Pour des articles plus généraux, voir Climat de la Normandie et Climat du Calvados.
En 2010, le climat de la commune est de type climat océanique altéré, selon une étude du CNRS s'appuyant sur une série de données couvrant la période 1971-2000. En 2020, Météo-France publie une typologie des climats de la France métropolitaine dans laquelle la commune est exposée à un climat océanique et est dans une zone de transition entre les régions climatiques « Côtes de la Manche orientale » et « Normandie (Cotentin, Orne) ». Parallèlement le GIEC normand, un groupe régional d'experts sur le climat, différencie quant à lui, dans une étude de 2020, trois grands types de climats pour la région Normandie, nuancés à une échelle plus fine par les facteurs géographiques locaux. La commune est, selon ce zonage, exposée à un « climat contrasté des collines », correspondant au Pays d'Auge, Lieuvin et Roumois, moins directement soumis aux flux océaniques et connaissant toutefois des précipitations assez marquées en raison des reliefs collinaires qui favorisent leur formation.
Pour la période 1971-2000, la température annuelle moyenne est de 10,4 °C, avec  une amplitude thermique annuelle de 13,4 °C. Le cumul annuel moyen de précipitations est de 849 mm, avec 12,4 jours de précipitations en janvier et 8,5 jours en juillet. Pour la période 1991-2020, la température moyenne annuelle observée sur la station météorologique la plus proche, située sur la commune de Lisieux à 9 km à vol d'oiseau, est de 11,7 °C et le cumul annuel moyen de précipitations est de 881,4 mm,. Pour l'avenir, les paramètres climatiques de la commune estimés pour 2050 selon différents scénarios d'émission de gaz à effet de serre sont consultables sur un site dédié publié par Météo-France en novembre 2022.

## Urbanisme

### Typologie
Au 1er janvier 2024, Saint-Denis-de-Mailloc est catégorisée commune rurale à habitat dispersé, selon la nouvelle grille communale de densité à 7 niveaux définie par l'Insee en 2022.
Elle appartient à l'unité urbaine de Lisieux, une agglomération intra-départementale dont elle est une commune de la banlieue,. Par ailleurs la commune fait partie de l'aire d'attraction de Lisieux, dont elle est une commune de la couronne,. Cette aire, qui regroupe 57 communes, est catégorisée dans les aires de 50 000 à moins de 200 000 habitants,.

### Occupation des sols
L'occupation des sols de la commune, telle qu'elle ressort de la base de données européenne d'occupation biophysique des sols Corine Land Cover (CLC), est marquée par l'importance des territoires agricoles (88,1 % en 2018), une proportion sensiblement équivalente à celle de 1990 (88,4 %). La répartition détaillée en 2018 est la suivante : 
prairies (81,8 %), zones urbanisées (6,6 %), terres arables (6,3 %), forêts (5,3 %). L'évolution de l'occupation des sols de la commune et de ses infrastructures peut être observée sur les différentes représentations cartographiques du territoire : la carte de Cassini (XVIIIe siècle), la carte d'état-major (1820-1866) et les cartes ou photos aériennes de l'IGN pour la période actuelle (1950 à aujourd'hui).

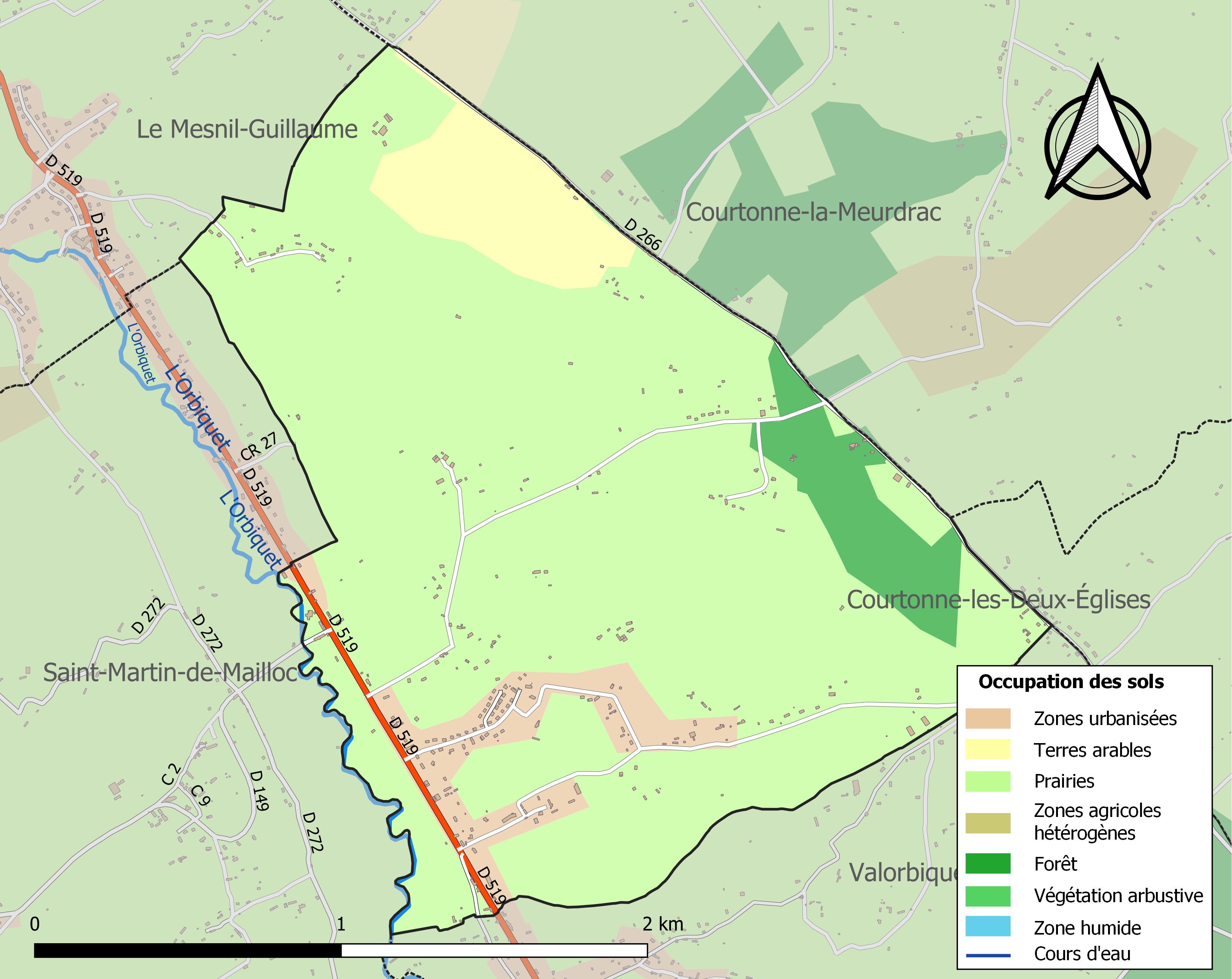
Carte des infrastructures et de l'occupation des sols de la commune en 2018 (CLC).

## Toponymie
Le nom de la localité est attesté sous la forme ecclesia Sancti Dionisii de Maillot vers 1350 ; Sanctus Dionysius de Mailloc, de Mailloco, de Maillot au XIVe siècle (pouillé de Lisieux, p. 34) ; Sanctus Dionisius de Valle Auribec au XVIe siècle (pouillé de Lisieux, p. 34), Saint Denis du Val d'Orbec en 1680 (pouillé de Lisieux, p. 35).
Saint-Denis de « maillet » (-ot), « lieu voué à Saint Denis appartenant à la famille de Mailloc »; le -c ne se prononce pas.
Le déterminant de-Mailloc (prononcé [majo]) se réfère à la famille de Mailloc , dont l'histoire est liée à d'autres communes des environs et qui possédait le « château des quatre Maillocs » à Saint-Julien-de-Mailloc, élève son territoire en marquisat, et les communes qui en dépendent prennent alors la dénomination de-Mailloc.
Remarque : il existe aussi un hameau Le Mailloc (Le Maillot 1876; Le Mailloc 1953) à Auzebosc en Seine-Maritime.

## Histoire
Il faut ici faire le lien entre les quatre communes de Mailloc.
Vers la fin du XVIIe siècle (1690-1693), sous le règne de Louis XIV, les communes de Saint-Denis-du-Val-d'Orbec, Saint-Martin-du-Val-d'Orbec et de Saint-Pierre-du-Tertre deviennent toutes trois des communes de Mailloc et rejoignent ainsi Saint-Julien-de-Mailloc.
La raison est qu'à cette époque, sur le territoire de la commune de Saint-Julien-de-Mailloc, un magnifique château qui appartient de longue date à la famille de Mailloc, famille dont l'histoire est liée à d'autres communes des environs (Trouville-sur-Mer, Saint-Germain-la-Campagne et Meulles notamment), ainsi qu'à l'histoire des évêques-comtes de Lisieux, élève son territoire en marquisat et les communes qui en dépendent prennent alors la dénomination "de Mailloc".
Le blason de Mailloc représente trois maillets d'argent (mailloches) posés 2 et 1 sur fond de gueules et reste commun aux quatre communes.
Il subsiste à Saint-Julien-de-Mailloc les vestiges de ce magnifique château, dont les origines seraient antérieures à la guerre de Cent Ans, qui fut presque totalement détruit le 11 décembre 1925 par un incendie accidentel, et jamais restauré par la famille alors propriétaire.
À l'origine, comme de nombreuses communes du pays d'Auge, l'habitat de Saint-Denis-de-Mailloc était très dispersé dans l'espace. Ce n'est que vers les années 1970 que, sous l'impulsion d'une équipe municipale menée par son maire d'alors, M. Jean Lelièvre, qu'un lotissement s'est développé créant ainsi le cœur de bourg actuel.
Rattachée au canton de Livarot, Saint-Denis-de-Mailloc est l'une des communes qui composent aujourd'hui la communauté d'agglomération Lisieux Normandie.
La famille de Mailloc qui possédait le « château des quatre Maillocs » à Saint-Julien-de-Mailloc, élève son territoire en marquisat.
On peut apercevoir quatre maillets sur l'une des tours du château. Les quatre tours sont dirigées chacune vers un des villages Mailloc : Saint-Pierre, Saint-Martin, Saint-Denis et Saint-Julien.

## Politique et administration

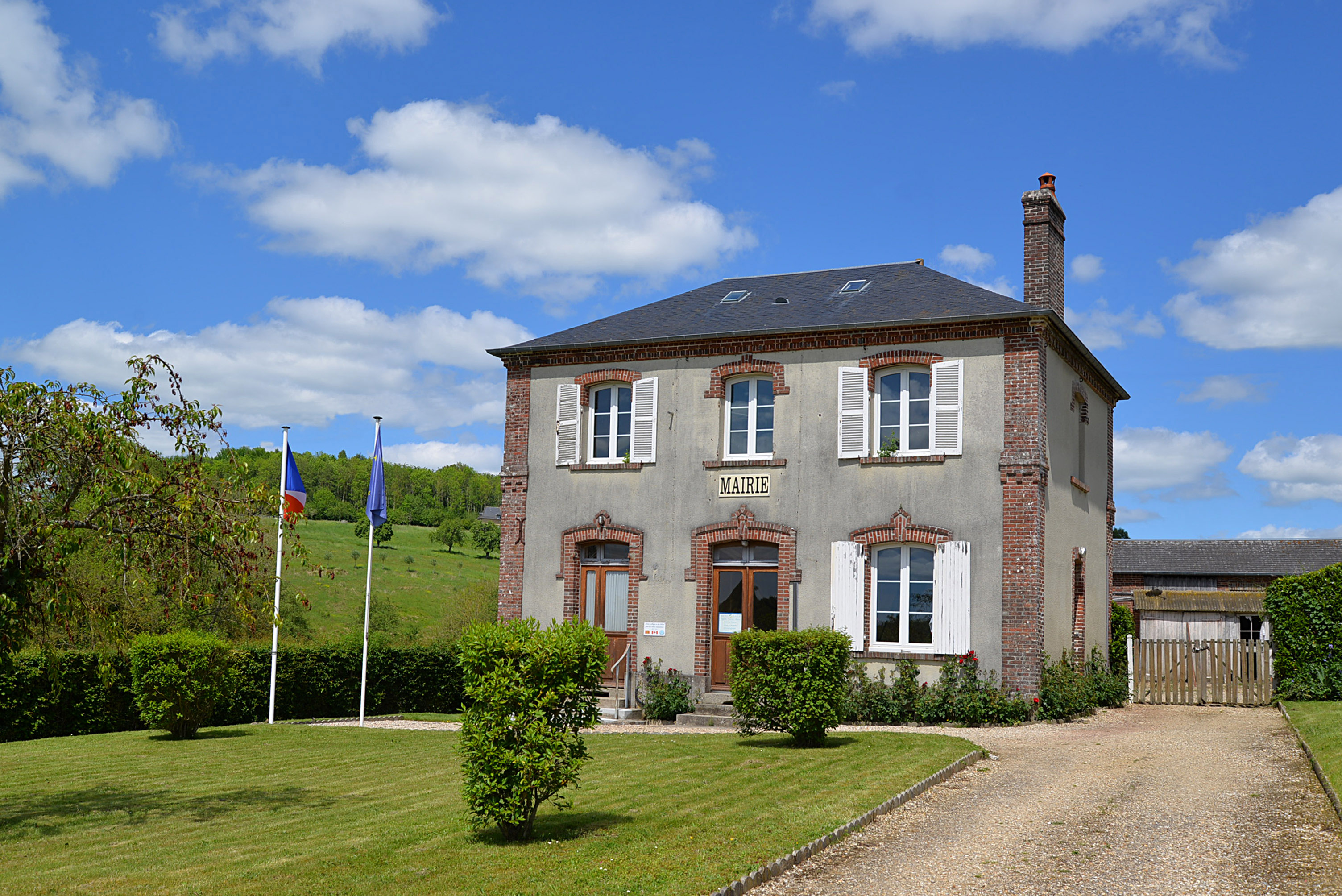
La mairie.

| Période                                  | Période   | Identité                | Étiquette | Qualité                     |
| ---------------------------------------- | --------- | ----------------------- | --------- | --------------------------- |
| 1977                                     | mars 2008 | Roger Courtin de Torsay |           |                             |
| mars 2008                                | En cours  | Philippe Ratel          | SE        | Directeur d'agence bancaire |
| Les données manquantes sont à compléter. |           |                         |           |                             |

## Démographie
L'évolution du nombre d'habitants est connue à travers les recensements de la population effectués dans la commune depuis 1793. Pour les communes de moins de 10 000 habitants, une enquête de recensement portant sur toute la population est réalisée tous les cinq ans, les populations de référence des années intermédiaires étant quant à elles estimées par interpolation ou extrapolation. Pour la commune, le premier recensement exhaustif entrant dans le cadre du nouveau dispositif a été réalisé en 2008.
En 2022, la commune comptait 301 habitants, en évolution de +1,01 % par rapport à 2016 (Calvados : +1,58 %, France hors Mayotte : +2,11 %).
| 1793 | 1800 | 1806 | 1821 | 1831 | 1836 | 1841 | 1846 | 1851 |
| ---- | ---- | ---- | ---- | ---- | ---- | ---- | ---- | ---- |
| 235  | 210  | 241  | 233  | 228  | 238  | 202  | 208  | 210  |

| 1856 | 1861 | 1866 | 1872 | 1876 | 1881 | 1886 | 1891 | 1896 |
| ---- | ---- | ---- | ---- | ---- | ---- | ---- | ---- | ---- |
| 223  | 207  | 213  | 178  | 191  | 166  | 147  | 132  | 123  |

| 1901 | 1906 | 1911 | 1921 | 1926 | 1931 | 1936 | 1946 | 1954 |
| ---- | ---- | ---- | ---- | ---- | ---- | ---- | ---- | ---- |
| 123  | 137  | 134  | 127  | 166  | 137  | 160  | 173  | 158  |

| 1962 | 1968 | 1975 | 1982 | 1990 | 1999 | 2006 | 2008 | 2013 |
| ---- | ---- | ---- | ---- | ---- | ---- | ---- | ---- | ---- |
| 165  | 198  | 322  | 350  | 351  | 314  | 319  | 321  | 296  |

| 2018 | 2022 | - | - | - | - | - | - | - |
| ---- | ---- | - | - | - | - | - | - | - |
| 305  | 301  | - | - | - | - | - | - | - |

## Économie
Sur le territoire, il faut noter la présence de plusieurs entreprises (dans le désordre et sans caractère exhaustif) :
- Un garage, agent automobile Citroën.
- Un café-restaurant.
- Deux gîtes ruraux.
- Un tapissier.
- Un menuisier plaquiste.
- Un commerçant en antiquités et cartes postales.
- Une entreprise générale de Bâtiment.
- Une entreprise de plomberie-chauffage.
- Un producteur de cidre et dérivés.

## Lieux et monuments
- Chapelle privée de l'abbé Adrien Noury, curé, ancien maire de Saint-Denis-de Mailloc et guérisseur (où le prêtre repose), site ouvert au public.
- L'église paroissiale, plusieurs fois remaniée. Chevet au levant, portail à l'ouest datant du XVIe siècle, autrefois précédé d'un beau porche supprimé en 1875. La construction du chœur doit dater de l'époque romane. L'église est entourée du cimetière communal. Statuaire, vitraux, confrérie de saint Hubert et de charitons… Désirée, Claude et Marguerite, les trois cloches, sonnent les joies et les peines des habitants de la commune.
- À proximité, dans une propriété privée (ancien presbytère), un puits construit en silex et couvert de petites tuiles.

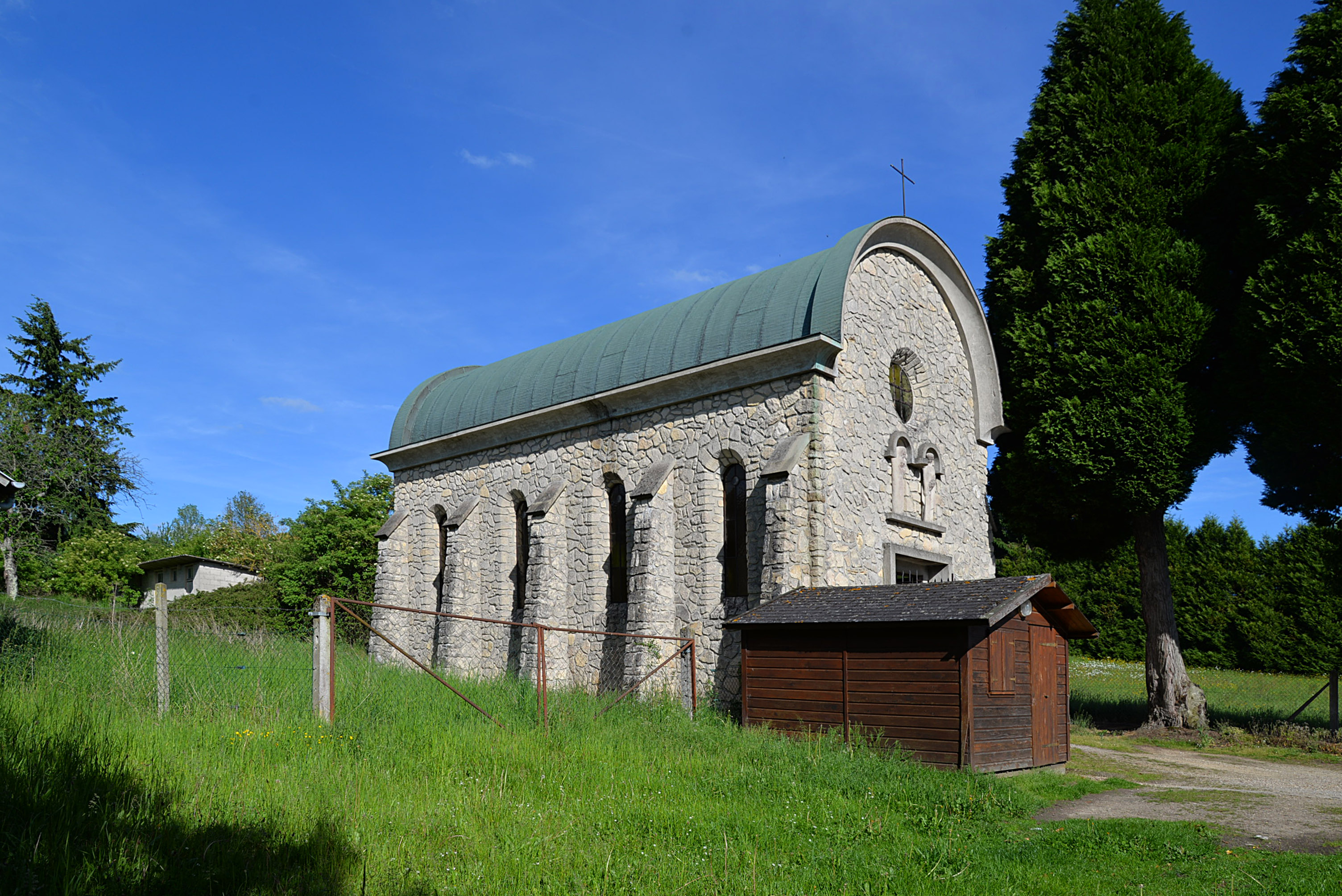
La chapelle privée de l'abbé Adrien Noury.
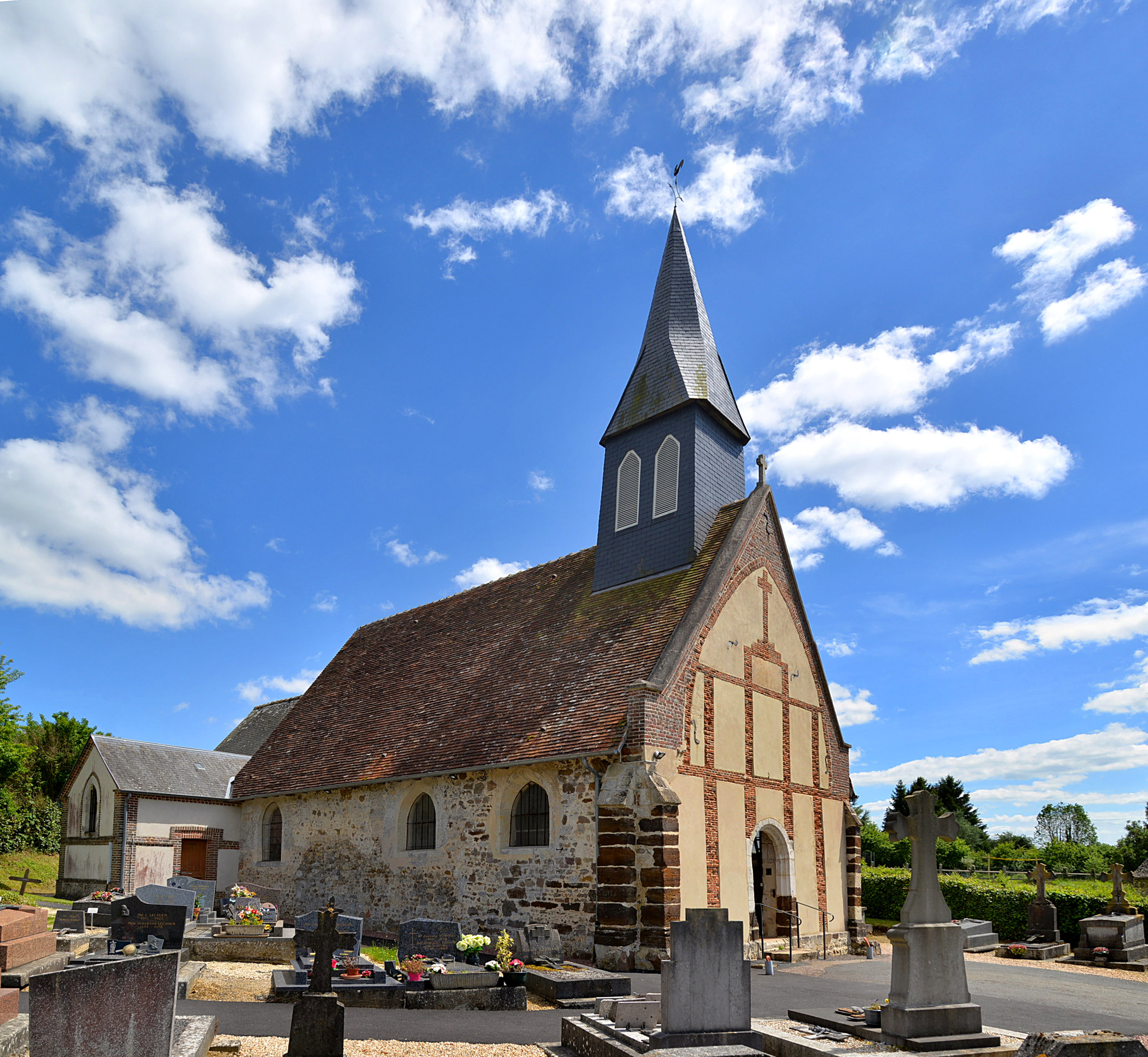
L'église Saint-Denis.
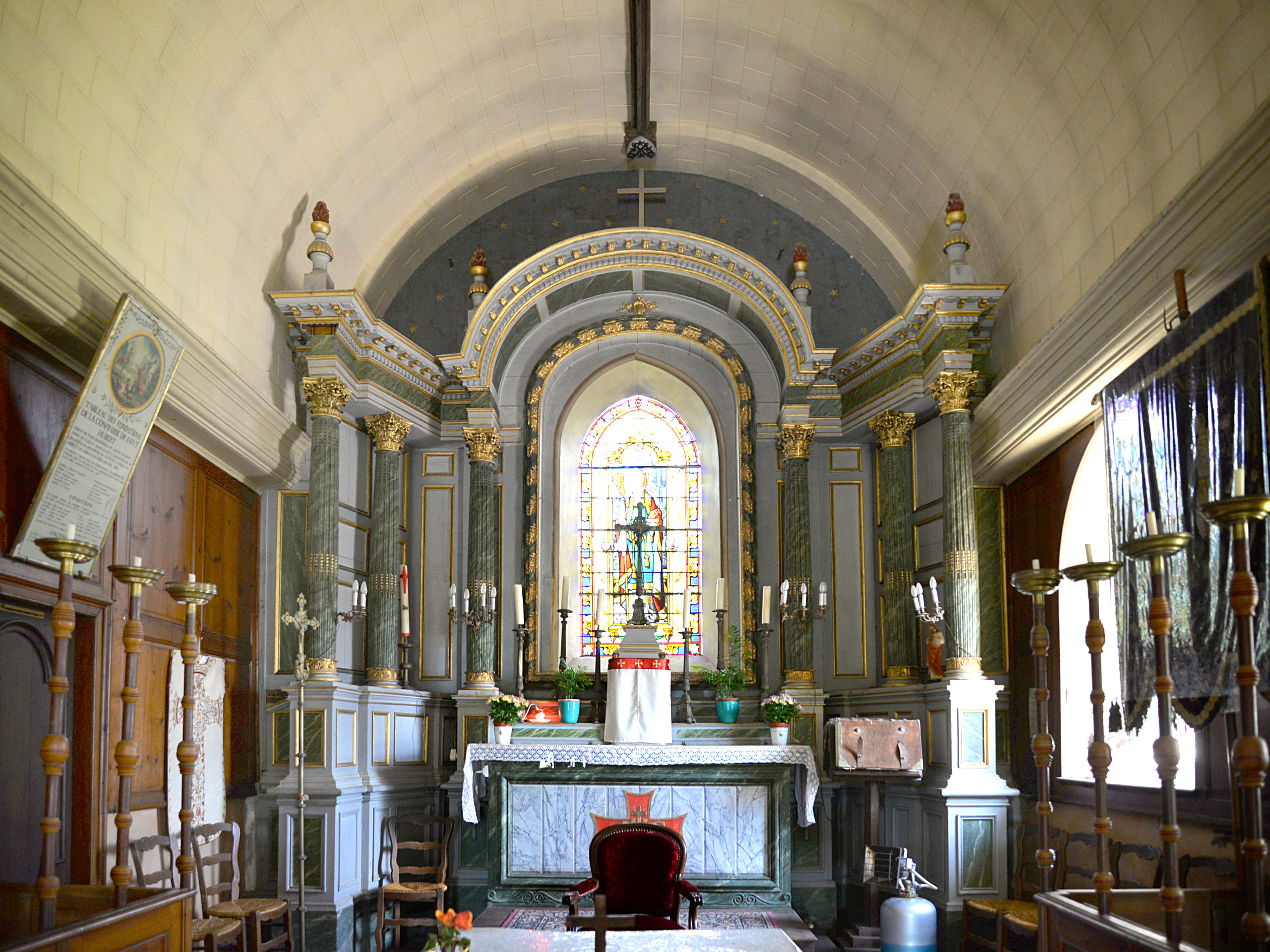
Le chœur de l'église Saint-Denis.
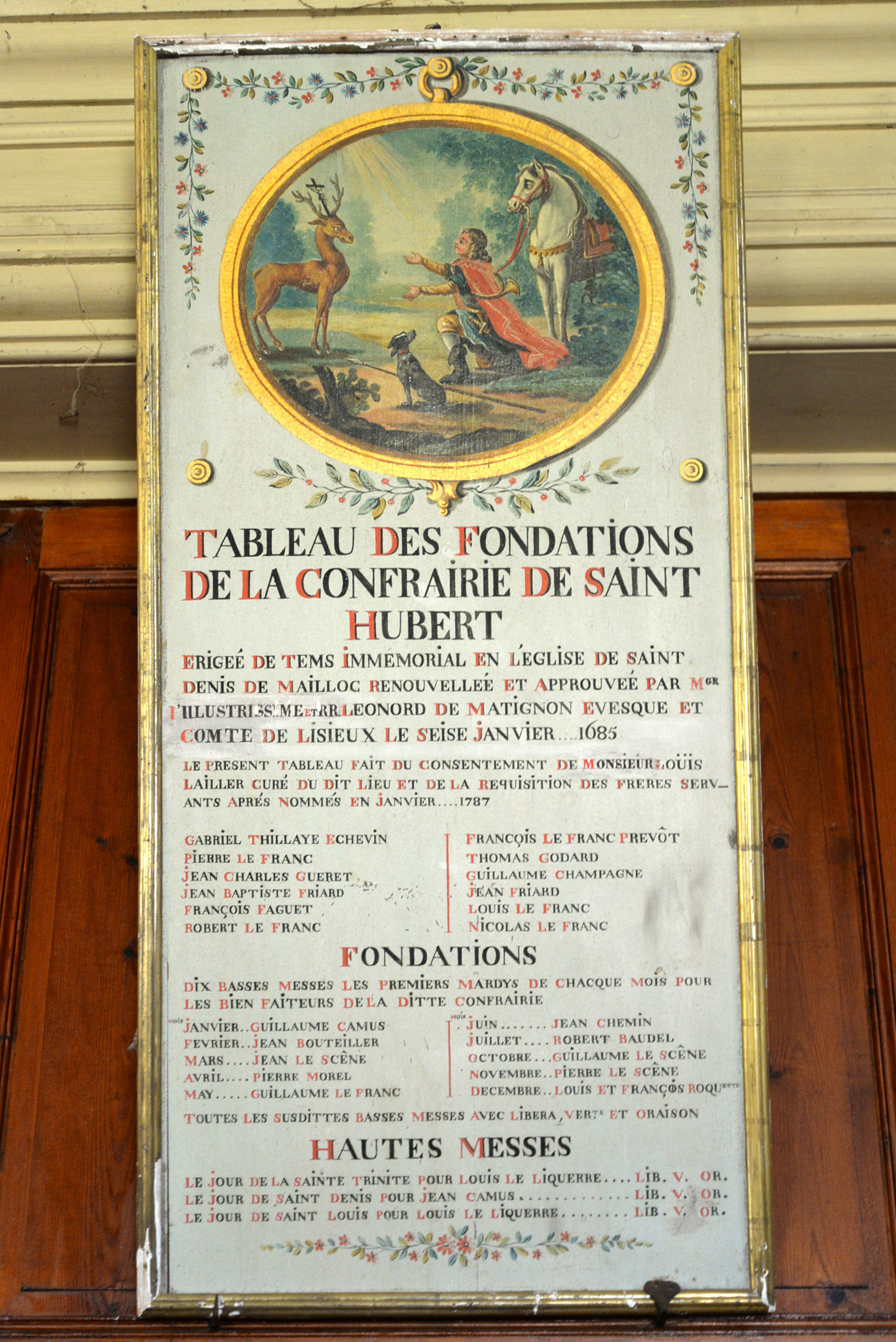
Dans l'église, le tableau des fondations de la confrérie de Saint-Hubert.
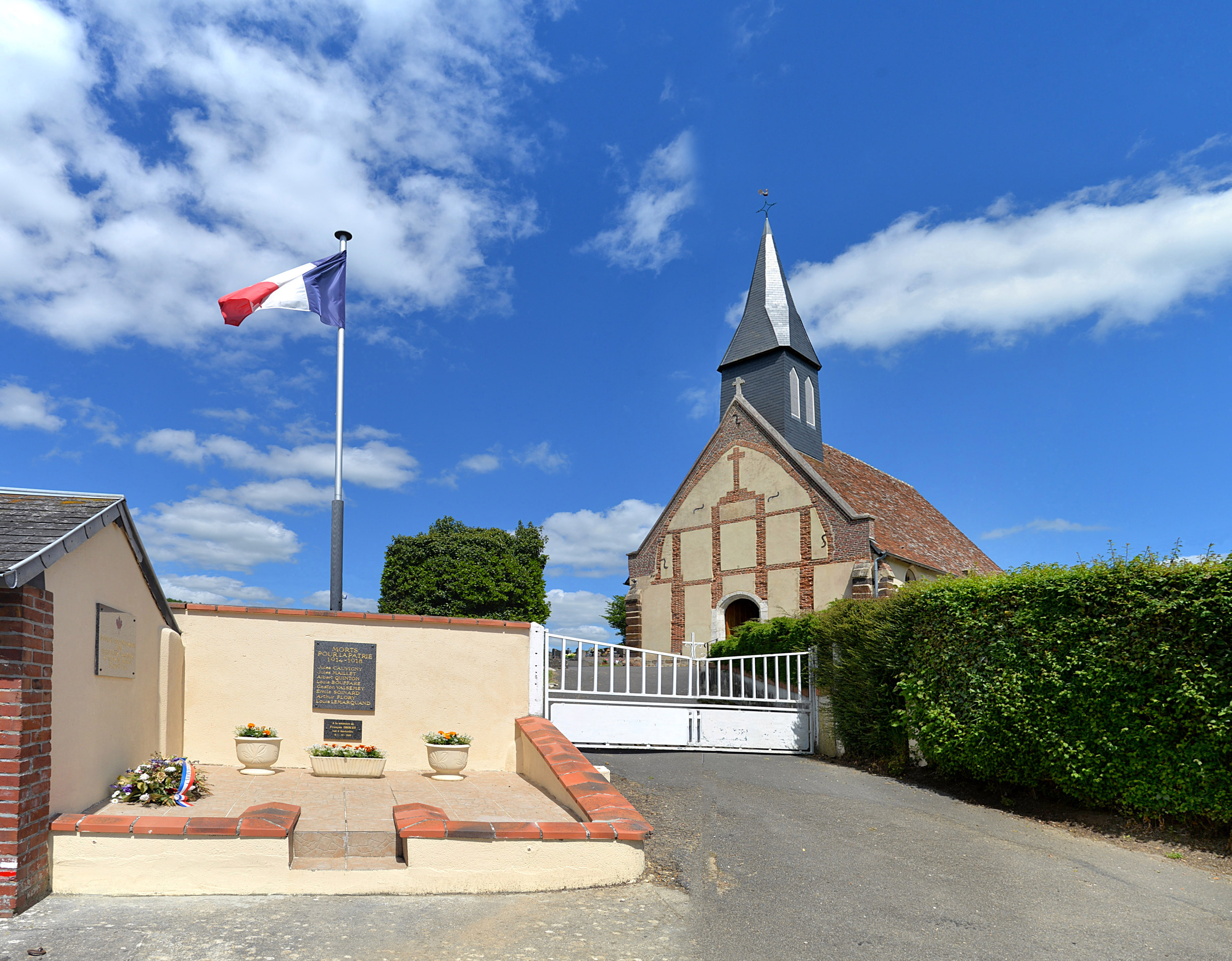
Le monument aux morts et l'église Saint-Denis.
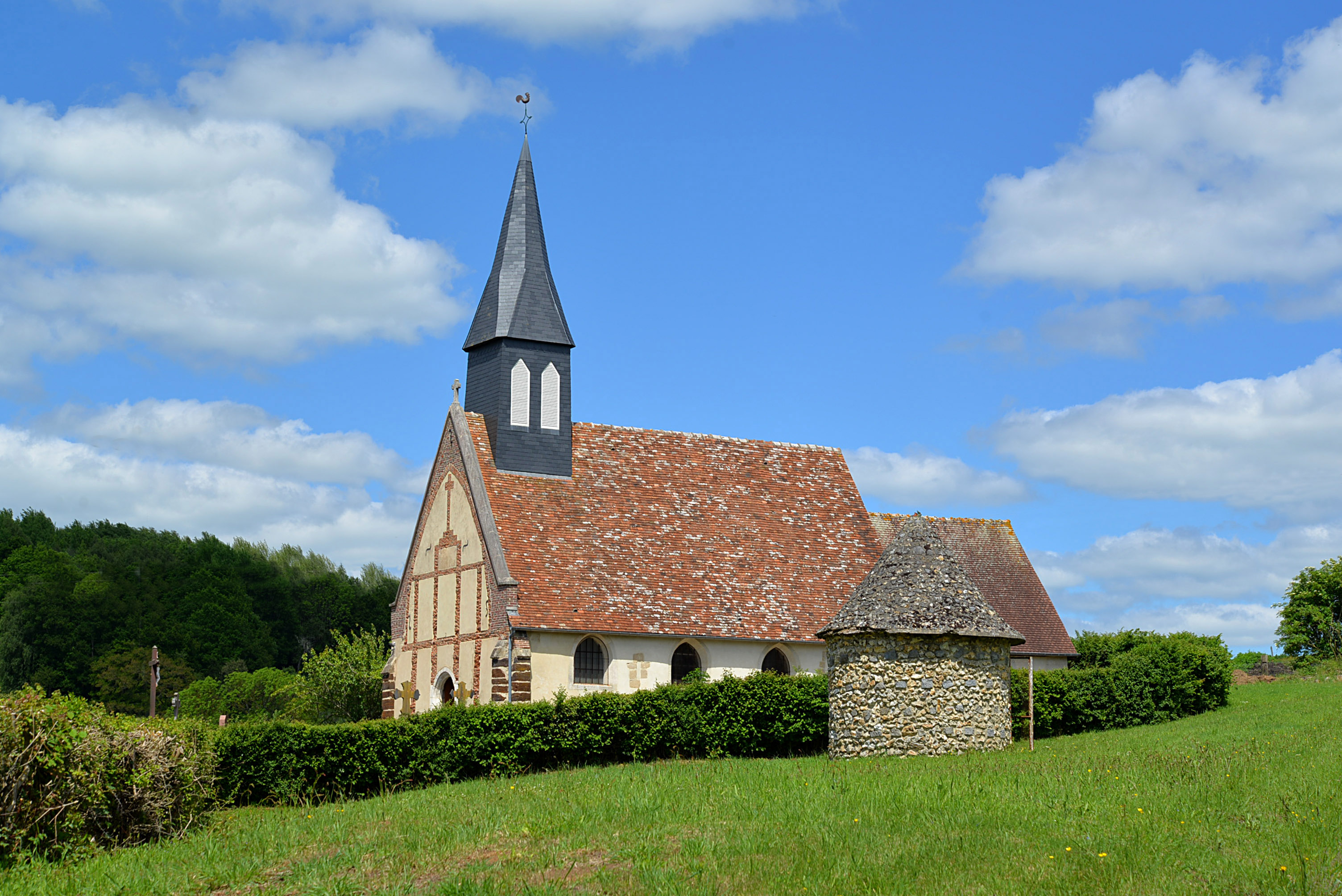
Le puits et l'église Saint-Denis.

## Personnalités liées à la commune
- L'abbé Adrien Noury, curé et ancien maire de Saint-Denis-de-Mailloc qu'il consacra « cité du Christ-Roi », guérisseur bien connu dans le département[29].

## Héraldique
| Blason de Saint-Denis-de-Mailloc | Blason  | De gueules aux trois maillets d'or.              |
| Blason de Saint-Denis-de-Mailloc | Détails | Le statut officiel du blason reste à déterminer. |